# Comité Central de Judíos Polacos

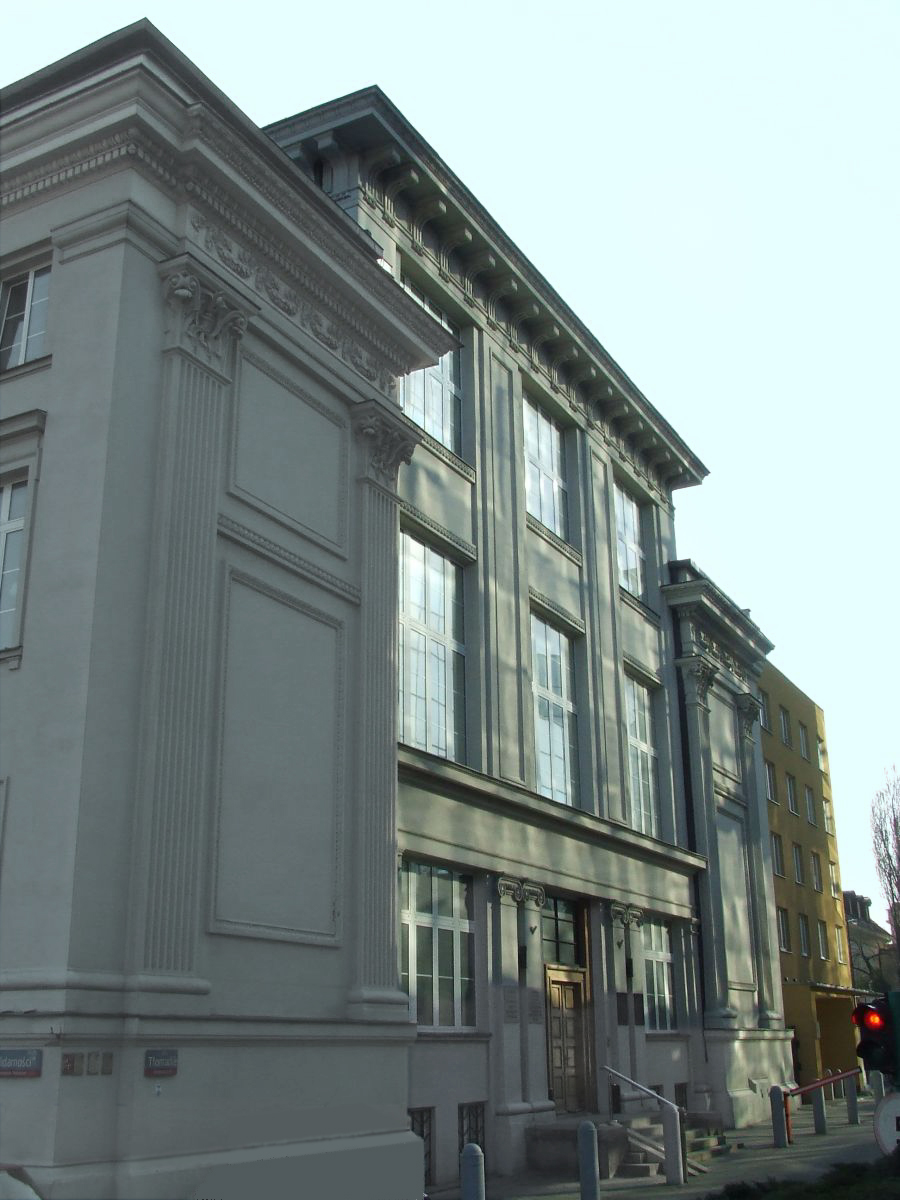
La sede del Instituto Histórico Judío de Varsovia, donde se encuentra el archivo de CKŻP

Comité Central de judíos polacos (CKŻP) (en yídish: צענטראל קאמיטעט די פון פון יידו אין פוילו; Centraler Komitet fun di Jidn in Pojln) - representación política de los judíos en Polonia en los años 1944-1950.
Centralny Komitet Żydów Polskich, CKŻP (en español, Comité Central de judíos polacos) fue establecida el 12 de noviembre de 1944 como sucesor de Tymczasowy Centralny Komitet Żydów Polskich, TCKŻP (en español, Comité Central Temporal de judíos polacos), establecido un mes antes para representar a los judíos ante las autoridades estatales y para organizar el cuidado y la ayuda a los judíos que sobrevivieron al Holocausto. Después de la liberación de las tierras polacas, el Comité se trasladó a Łódź (donde permaneció hasta mediados de los años 50 del siglo XX), que se convirtió en el centro de la diáspora judía que sobrevivió el Holocausto.
Komisja Historyczna (en español, Comisión Histórica) creada en TCKŻP, se transformó en Centralna Żydowska Komisja Historyczna (en español, Comisión Central Histórica Judía). Sus tareas principales eran recopilar los testimonios de los sobrevivientes del Holocausto, también para ayudar en el procesamiento de los criminales nazis. En mayo de 1947 la Comisión se transformó en el Instituto Histórico Judío.
Desde el año 1946, la mayoría (80%) de los fondos de CKŻP provenía de las donaciones del American Jewish Joint Distribution Committee (en español, El Comité Judío Americano de Distribución Conjunta). El Comité coordinaba la repatriación, el asentamiento y la ayuda a los repatriados.
A partir de mayo de 1946 funcionaba Wydział Szkolny (en español, la Facultad del Colegio). En el año escolar 1946/1947 CKŻP logró organizar 28 escuelas bajo sus propios auspicios, y en el año siguiente 33 escuelas (de aproximadamente 3000 estudiantes). En las escuelas de CKŻP, el programa fue similar al de las escuelas públicas. Además, se enseñaba la lengua y la literatura yídish, la lengua hebrea y la historia de los judíos. No había clases de religión en el programa, y el sábado era un día libre. También había 11 orfanatos y 60 residencias de ancianos.
La Biblioteca Central Judía fue establecida en 1945. Desde agosto de 1946, existía también Wydział Ziomkostw.
En junio de 1946, se estableció el personal directivo de CKŻP. Según la clave del partido, sobre la base de un compromiso entre los partidos judíos legalizados, seis puestos ocuparon los comunistas judíos (la llamada fracción judía del Partido Obrero Polaco), cuatro Bundismo, cuatro Ichud, tres Poalei Zion de izquierda, tres Poale Zion de derecha y un puesto Hashomer Hatzair. Emil Sommerstein de Ichud fue elegido para la presidencia y fue reemplazado en 1946 por Adolf Berman de Poalei Zion de izquierda.
Desde 1945 hasta 1950 el CKŻP publicaba el diario Dos Naje Lebn, y a partir de 1947, el mensual juvenil Ojfgang. En los años 1946-1947 funcioaba también una editorial llamada Dos Naje Lebn (más tarde Undzer Lebn).
El Departamento de Cultura y Arte se ocupaba de la pequeña comunidad de pintores y escultores que sobrevivieron a la guerra. El Comité prestó la ayuda financiera y organizativa a la Sociedad Judía para la Promoción de las Bellas Artes, que se reactivó después de la guerra, y desde noviembre de 1947 a la Sociedad Judía de Cultura y Arte, fundada por miembros del Partido Obrero Polaco, que dirigía, entre otros, centros culturales y centros sociales, y además tenía custodia sobre grupos artísticos. El equipo cinematográfico de Kinor también recibió apoyo financiero.
A medida que se fortalecía el sistema comunista en Polonia, la fracción judía del Partido Obrero Polaco fue asumiendo gradualmente la influencia en el Comité Central de judíos polacos. En el año 1948, 22 de las 32 escuelas de CKŻP fueron nacionalizadas, y el programa de las restantes se unificó con el de las escuelas públicas. El año próximo, todas las escuelas se integraron en el sistema educativo nacional. En 1949, Hersz Smolar, representante del equipo del PZPR en la CKŻP, tomó la función del presidente de CKŻP.
En 1950, CKŻP se unió con Towarzystwo Kultury Żydowskiej (en español, Sociedad de Cultura Judía) y se formó Towarzystwo Społeczno-Kulturalne Żydów w Polsce (en español, Sociedad Social y Cultural de Judíos en Polonia) con política de acuerdo con la interpretación del Estado.